# Cometa 5D/Brorsen
5D/Brorsen (també conegut com a cometa Brorsen) és un cometa descobert el 26 de febrer 1846, per l'astrònom danès Theodor Brorsen.
El periheli de 5D/Brorsen va ser el 25 de febrer, just un dia abans del seu descobriment, i va mantenir l'aproximació a la Terra després d'això; al més prop que va passar de la Terra va ser el 27 de març (a una distància de 0,52 unitats astronòmiques). Com a resultat d'aquesta trobada propera amb la Terra, el diàmetre de la cua del cometa va augmentar. Johann Friedrich Julius Schmidt va fer una estimació de 3 a 4 minuts d'arc al 9 de març, i 8 a 10 minuts d'arc al 22 del mateix mes. Vist per última vegada el 22 d'abril, quan estava estacionat prop de 20 graus des del pol nord celeste. Al final d'aquesta primera aparició, va ser identificat el període orbital de 5,5 anys.
El període de 5,5 anys del cometa significaria que les aparicions s'alternarien entre anys favorables i dolents per a l'observació. Com era d'esperar, el cometa no es va veure en la seva aparició de 1851, quan només es va acostar fins a 1,5 ua de la terra.
L'òrbita del cometa era encara relativament incerta, cosa agreujat pel fet que s'havia acostat a Júpiter el 1854. El 1857, Karl Christian Bruhns va trobar un cometa el 18 de març. Aviat se'n va calcular l'òrbita, i es va constatar que era 5D/Brorsen, tot i que les prediccions van ser amb una diferència de tres mesos. El cometa va ser seguit fins al juny de 1857.
El cometa es va perdre el 1862, i la recuperació en seria el 1868. Una aproximació a Júpiter va escurçar el període prou perquè el cometa fos visible el 1873. El 1879 va tenir una aparició molt favorable, que va permetre que el cometa tingués el major temps observació fins a la data (quatre mesos). El cometa es va perdre el 1884, a causa de les circumstàncies d'observació, i es va perdre també el 1890, quan en corresponia una aparició favorable. La següent aparició favorable era prevista pel 1901, però en les cerques no va poder ser localitzat.
Una recerca seriosa es va realitzar per Brian Marsden, que va creure que el cometa s'havia esvaït, però va calcular que l'òrbita de 1973 seria de molt favorable aparició. Observadors japonesos van realitzar una recerca intensiva del cometa, però no va aparèixer. El cometa és considerat perdut (vegeu cometa extingit).